# Papuogryllacris giulianettii
Papuogryllacris giulianettii är en insektsart som beskrevs av Griffini 1909. Papuogryllacris giulianettii ingår i släktet Papuogryllacris och familjen Gryllacrididae. Inga underarter finns listade i Catalogue of Life.